# 石原智彦
石原 智彦（いしはら ともひこ、Tomohiko Ishihara）は、日本の医師（神経内科専門医）・医学者。筋萎縮性側索硬化症(ALS)等の神経変性疾患の研究に携わる。2023年4月現在、新潟大学脳研究所 寄付研究部門 脳神経疾患先端治療研究部門 特任准教授、および脳神経内科の総括医長を務める。

## 略歴
- 2002年3月 新潟大学医学部医学科卒業[1]
- 2011年3月 新潟大学 博士（医学）[2]
- 2011年5月 新潟大学脳研究所 臨床神経科学部門 助教
- 2013年4月 新潟大学脳研究所 生命科学リソース研究センター 助教
- 2014年10月 新潟大学学長賞（若手教員研究奨励）を受賞。論文表題は "Decreased number of Gemini of coiled bodies and U12 snRNA level in amyotrophic lateral sclerosis"[3]
- 2019年8月 新潟大学 医歯学総合病院 脳神経内科 講師[4]
- 2023年4月 新潟大学脳研究所 寄付研究部門 脳神経疾患先端治療研究部門 特任准教授 [5]。

## 主な研究テーマ
- ALSのTDP-43病理多型を規定する遺伝的因子の探索 （基盤研究(C) 2021年4月 - 2024年3月）
- TDP-43選択的スプライシングによる ALS病態機序とバイオマーカー利用の検討（基盤研究(C) 2017年4月 - 2020年3月）
- TDP-43量制御の脆弱性に着目した、核酸医薬によるALS治療戦略の検証（基盤研究(C) 2017年4月 - 2020年3月）
- 介在ニューロンにおけるTDP-43機能に注目したALSシステム選択性の解明（若手研究(B) 2015年4月 - 2017年3月）

## 所属学会
- 日本内科学会
- 日本神経学会